# Eubazus frater
Eubazus frater är en stekelart som beskrevs av Papp 2005. Eubazus frater ingår i släktet Eubazus och familjen bracksteklar. Inga underarter finns listade i Catalogue of Life.